# Karbaminohemoglobin
Karbaminohemoglobin kallas hemoglobin med en koldioxidmolekyl bunden till sig och är en av de former i vilka koldioxid finns i blodet. Tjugotre procent av koldioxiden transporteras i blodet på detta sätt (70 procent omvandlas till bikarbonat av kolsyraanhydras och transporteras sedan i plasma, 7 procent transporteras som fri CO2, löst i plasma). Karbaminohemoglobin förskjuter syre-hemoglobindissociationskurvan åt höger, eftersom den har högre affinitet till deoxyhemoglobin. Detta är ursprunget till Haldaneeffekten.

## Struktur
Karbaminohemoglobin är en förening som binder till hemoglobin i blodet. Hemoglobin är ett protein som finns i röda blodkroppar och det är avgörande för att transportera syre från lungorna till vävnader och organ. Hemoglobin spelar också en viktig roll för att transportera koldioxid från vävnaderna tillbaka till lungorna för utandning.
Strukturen av karbaminohemoglobin kan beskrivas som bindningen av koldioxid till aminogrupperna i hemoglobinets globinkedjor. Detta sker vid N-terminalerna av globinkedjorna och vid aminosidogrenarna av arginin- och lysinrester. Processen för koldioxidbindning till hemoglobin är allmänt känd som karbaminobildning. Detta är källan varifrån proteinet har fått sitt namn, eftersom det är en kombination av karbamino och hemoglobin.

## Funktion
En av karbaminohemoglobins primära funktioner är att möjliggöra transport av koldioxid i blodomloppet. När koldioxid produceras som en avfallsprodukt från cellulär metabolism i vävnader, diffunderar föreningen in i blodomloppet och den verkar för att reagera med hemoglobin.
När bindningen av molekyler sker för att bilda karbaminohemoglobin, möjliggör det transport av koldioxid från vävnaderna till lungorna. När det är i lungorna, frigörs koldioxid från karbaminohemoglobin och kan släppas ut från kroppen under utandningsprocessen. Denna kompletta process är mycket viktig för att upprätthålla balansen av gaser i blodet och för att säkerställa att gasutbytet transporteras mellan vävnader och organ.

## Interaktion
Karbaminohemoglobin interagerar med koldioxid i en process som kallas andningsgasutbyte. Interaktionen innebär bindning av koldioxid till hemoglobin. Koldioxid binder till proteinkedjorna i hemoglobin. Hemoglobinets förmåga att binda till både syre- och koldioxidmolekyler är det som gör det till ett viktigt protein för andningsorganen i andningsgasutbytet.
Interaktionerna mellan koldioxid och hemoglobin hjälper till att transportera koldioxid från vävnaderna till lungorna för eliminering. När koldioxid transporteras från vävnaderna produceras den som en avfallsprodukt av en uppsättning reaktioner som kallas cellulär metabolism. Viktigast av allt är att bindningen av koldioxid till hemoglobin spelar en roll i buffringen av blodets pH genom att förhindra pH-fallet på grund av produktionen av kolsyra.
Även om karbaminohemoglobinproteinet interagerar med ett annat protein (som hemoglobin) som finns i röda blodkroppar, sker denna interaktion bara i blodomloppet och dess produkter kan fördrivas. Karbaminohemoglobin interagerar inte med DNA eftersom DNA är en molekyl som finns i cellkärnan och dess funktion är att bära genetisk information.

## Reglering
Bildandet och dissociationen av proteinet karbaminohemoglobin styrs av många faktorer för att garantera transporten av koldioxid till blodomloppet. Reglerande faktorer är:
1. Partialtryck av koldioxid (pCO2): Måttet på koldioxid i arteriellt eller venöst blod.[9] Mängden koldioxid i blodomloppet påverkas av partialtrycket av molekylen koldioxid. I vävnader där cellulär metabolism producerar koldioxid är partialtrycket högre och det leder till bindning av koldioxid till hemoglobin. Å andra sidan, råder det i lungorna ett lägre partialtryck av koldioxid, vilket främjar separationen av koldioxid från hemoglobin.
2. pH: Bohreffekten beskriver hur bindning och frisättning av syre och koldioxid av hemoglobin påverkas av fluktuationer av pH i blodet. När vävnader metaboliseras producerar de koldioxid och sura produkter, vilket så småningom leder till en sänkning av pH-nivåerna i blodet. När pH är lågt främjar detta bindningen av koldioxid till hemoglobin och underlättar transporten till lungorna. Tvärtom, när pH är högre i lungorna frigörs koldioxid från hemoglobin.[10]
3. Temperatur: En faktor som temperatur kan påverka bindningen och frisättningen av gaser av hemoglobin. Temperaturens inverkan på bindningen av koldioxid till hemoglobin är mindre märkbar jämfört med andra gaser, men denna faktor kan fortfarande ha inflytande på den övergripande regleringen av gasutbytet.[11]
4. Koncentration av bikarbonat (HCO3-): En hög andel koldioxid i blodomloppet överförs i form av bikarbonatjoner. Kolsyraanhydras katalyserar omvandlingen av koldioxid och vatten till kolsyra. Denna molekyl bryts ner till bikarbonat- och vätejoner, en process som sker i röda blodkroppar. I slutändan påverkar koncentrationen av bikarbonatjoner i blodomloppet bildandet av proteinet karbaminohemoglobin i kroppen.[12]

## Syntes
När vävnaderna släpper ut koldioxid i blodomloppet löses ca 10 procent upp i plasman. Resten av koldioxiden transporteras antingen direkt eller indirekt av hemoglobin. Ca 10 procent av koldioxiden som transporteras av hemoglobin är i form av karbaminohemoglobin. Detta karbaminohemoglobin bildas genom reaktionen mellan koldioxid och en aminorest (-NH2) från globinmolekylen, vilket resulterar i bildandet av en karbaminorest (-NH.COO−). Resten av koldioxiden transporteras i plasman som bikarbonatanjoner.